# Шеффель, Юхан
Юхан Шеффель (швед. Johan Scheffel, полное имя Johan Henrik Scheffel; 1690—1781) — шведский художник-портретист.

## Биография
Родился 9 апреля 1690 года в Висмаре в семье, в которой было несколько видных членов, в том числе брат Мортен Фредрик (Mårten Fredrik), который был рыцарем и дворянином.
Шеффель приехал в Стокгольм в 1723 году, обучаясь до этого в Германии и Нидерландах. Был хорошо знаком с Давидом фон Крафтом, который хорошо отзывался о Шеффеле. Юхан вскоре занял видное место среди многих портретистов, работавших в Швеции. В 1735 году он стал членом тогдашней Академии рисования (Ritarakademien), а c 1763 года являлся её директором. В Стокгольме художник проработал по 1765 год, когда переехал в Вестерос.
Картины Юхана Шеффеля находятся в частных коллекциях и многих музеях Швеции, включая Национальный музей в Стокгольме. Его учеником был шведско-датский Юхан Хёрнер.
Умер 21 декабря 1781 года в Вестеросе.
Был женат на Анне Маргарете Бергстедт (Anna Margareta Bergstedt, 1707—1744). Их сын Мартин Шеффель стал художником и музыкантом, дочь Маргарета Шеффель стала художницей.

Некоторые работы
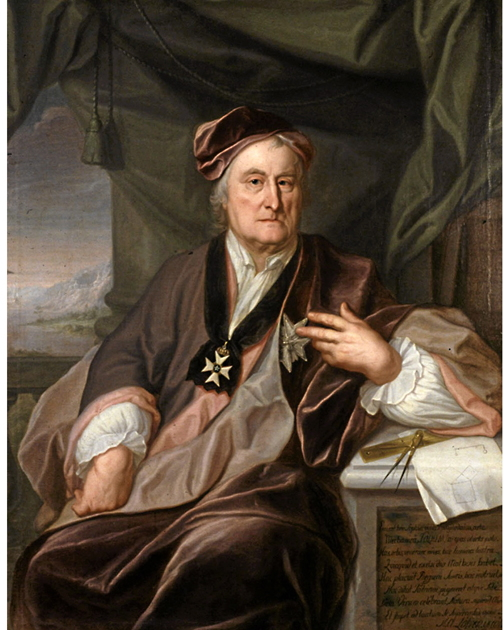
Кристофер Польхем
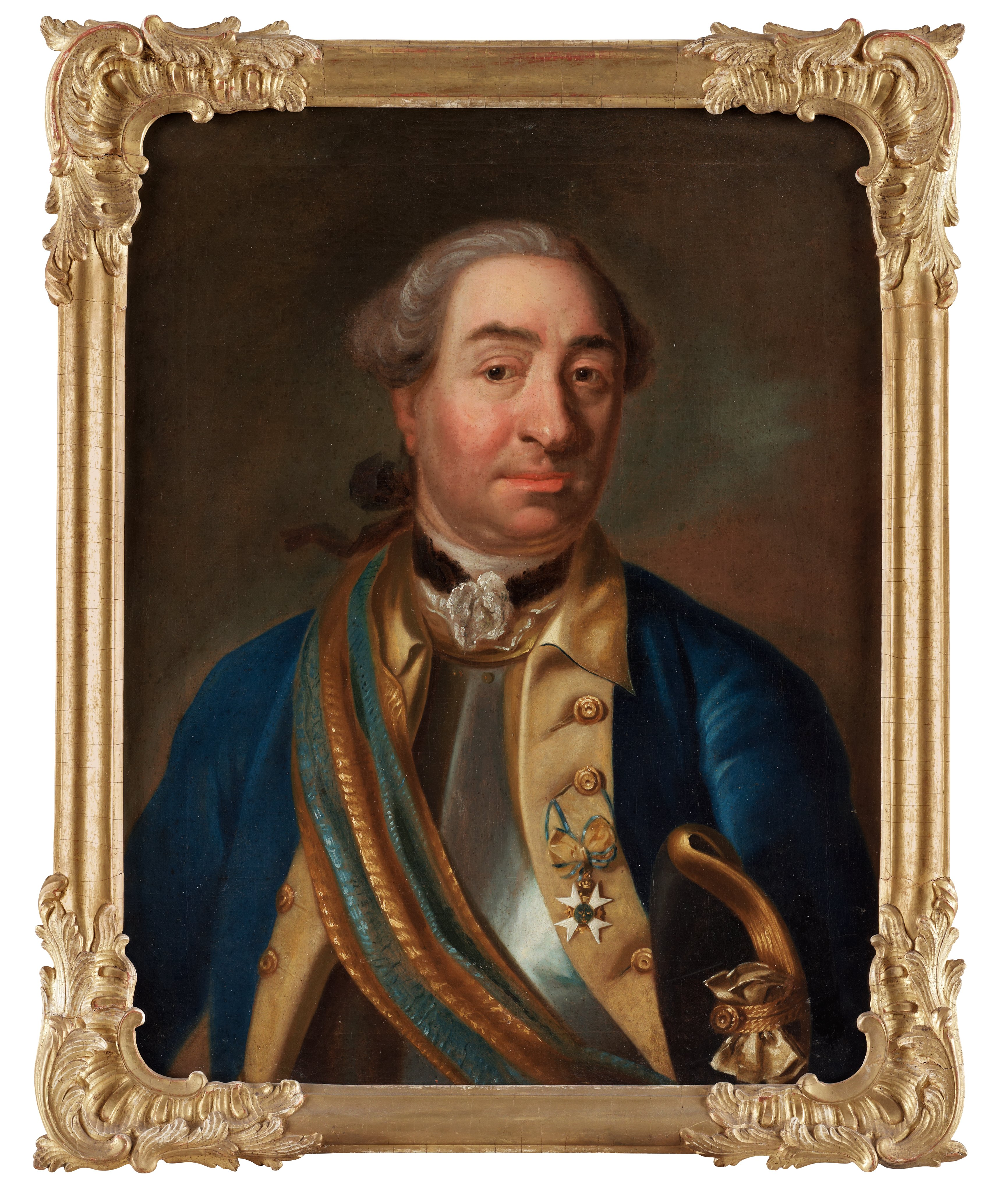
Юхан Врангель[швед.]
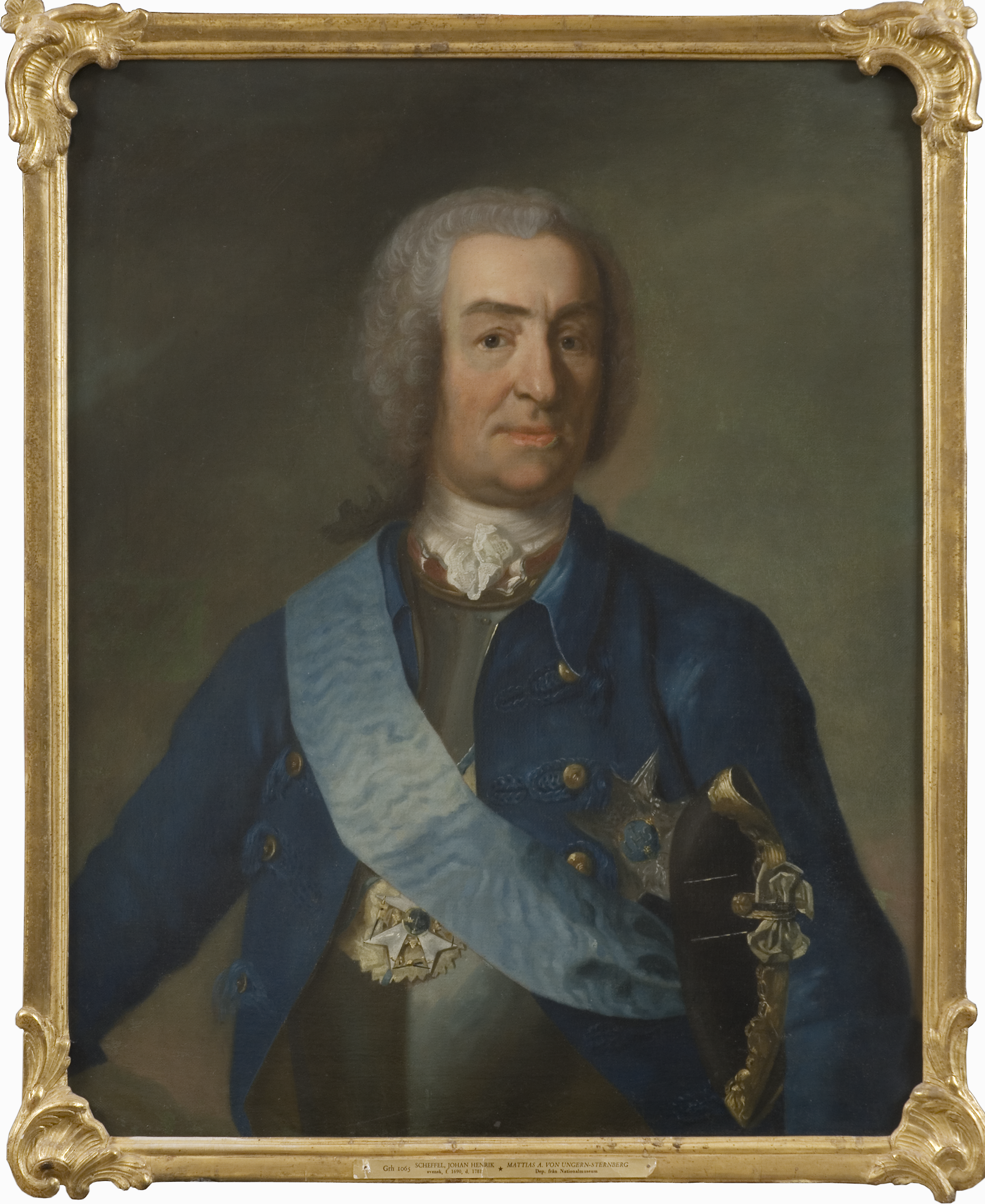
Маттиас фон Унгерн-Стернберг[швед.]
Хедвига Шарлотта Норденфлихт